# Будинок на Манго-стріт
«Будинок на Манго-стріт» (англ. The House on Mango Street) — феміністичний роман мексикансько-американської письменниці Сандри Сіснерос 1984 року. Структурований як серія віньєток, він розповідає історію Есперанси Кордеро, 12-річної чикана, яка зростає в латиноамериканському кварталі Чикаго. Частково заснований на власному досвіді Сіснерос, роман розповідає про Есперансу впродовж одного року її життя, коли вона вступає в підлітковий вік і починає стикатися з реаліями життя молодої жінки в бідній та патріархальній громаді. Елементи мексикансько-американської культури та теми соціального класу, раси, сексуальності, ідентичності та гендеру переплітаються упродовж усього роману.
«Будинок на Манго-стріт» вважається сучасною класикою літератури чикано та був предметом численних академічних публікацій у галузі чиканознавства та феміністичної теорії. Книжка розійшлася тиражем понад 6 мільйонів примірників, перекладена понад 20 мовами та є обов'язковою для читання у багатьох школах та університетах на всій території США.
Роман був у списку бестселерів New York Times і є лауреатом кількох головних літературних нагород, зокрема Американської книжкової премії від фонду «До Колумба». Таня Сарачо адаптувала його у театральну постановку, яку поставили в Чикаго 2009 року.
Оскільки роман торкається таких тем, як домашнє насильство, статеве дозрівання, сексуальне насильство та расизм, він зіткнувся з викликами та загрозами цензури. Попри це, він залишається впливовим романом про дорослішання та є основним літературним твором для багатьох молодих людей.

## Передісторія
Сіснерос обговорювала зв'язок між власним особистим досвідом та життям Есперанси, як його зображено у романі «Будинок на Манго-стріт». Як і її головна героїня, Есперанса, Сіснерос є мексикано-американкою, яка народилася та виросла в латиноамериканському районі Чикаго. Однак є й відмінності; наприклад, якщо в Есперанси є два брати та сестра, то Сіснерос була «єдиною дочкою в сім'ї з семи дітей». Раніше Сіснерос припускала, що, бувши єдиною дівчинкою у сім'ї, де одні хлопчики, вона часто почувалася ізольованою. Сіснерос пояснює «свій імпульс до створення історій» «самотністю тих років становлення».
Під час здобуття ступеня магістра образотворчого мистецтва з творчого письма в майстерні письменників Айови Сіснерос вперше відкрила для себе відчуття власної етнічної «іншості», і в цей час вона відчувала себе маргіналізованою «як кольорова людина, як жінка, як людина з робітничого класу». В інтерв'ю[коли?] Сіснерос сказала, що під час навчання в аспірантурі, коли вона почала писати роман «Будинок на Манго-стріт», академічна атмосфера здавалася їй дуже гнітючою. Вона згадала, як виявила, що походження її одногрупників дуже відрізняється від її власного, і зрозуміла, що має з ними мало спільного: «Я була така зла, така залякана своїми однокласниками, що хотіла все покинути. Але… я знайшла спосіб писати… У відповідь на перебування там у мене почала з'являтися „Манго-стріт“, майже як спосіб заявити: ось хто я є. Вона стала моїм прапором». Сіснерос створила Есперансу, спираючись на власні відчуття непричетності[джерело?].

## Короткий зміст
Роман «Будинок на Манго-стріт» охоплює роки становлення Есперанси Кордеро, дівчини-чикана, яка живе в бідному районі Чикаго з батьками та трьома братами та сестрами. Перш ніж оселитися у своєму новому будинку, невеликій та занедбаній будівлі з червоної цегли, що кришиться, родина часто переїжджала, завжди мріючи про власний будинок. Коли вони нарешті прибувають до будинку на Манго-стріт, це не та обіцяна земля їхньої мрії, але батьки Есперанси стверджують, що Манго-стріт — це лише тимчасова зупинка перш ніж вони дістануться до обіцяного будинку. Хоча це значне покращення порівняно з попередніми помешканнями її родини, Есперанса висловлює зневагу до свого нового будинку, оскільки це не «справжній» будинок, як ті, що вона бачила по телевізору. Тужачи за білим дерев'яним будинком з великим подвір'ям та безліччю дерев, Есперанса відчуває задушливе життя на Манго-стріт і прагне втекти. Вона починає писати вірші, щоб висловити ці почуття. Есперанса починає роман із докладних описів дрібних звичок і рис характеру членів своєї родини та незвичних сусідів, змальовуючи таким чином картину району й наводячи приклади багатьох впливових людей, які її оточують. Вона описує час, проведений зі своєю молодшою сестрою Ненні та двома старшими дівчатами, з якими вона потоваришувала по сусідству: Алісією, перспективною молодою студенткою коледжу, мати якої померла, та Марін, яка проводить свої дні, доглядаючи за молодшими кузинами. Есперанса висвітлює важливі або показові моменти як у власному житті, так і в житті своєї громади, здебільшого пояснюючи труднощі, з якими вони стикаються, як-от арешт сусіда за крадіжку автомобіля або смерть тітки Лупе.
У міру розвитку віньєток Есперанса дорослішає та розвиває власне бачення світу. Зрештою Есперанса вступає в пубертат та змінюється сексуально, фізично та емоційно, починає помічати та насолоджуватися чоловічою увагою. Вона дружить із Саллі, привабливою дівчиною, яка носить густий макіяж та провокаційний одяг, і з якої фізично знущається та забороняє їй виходити з дому її дуже релігійний батько. Дружба Саллі та Есперанси руйнується, коли Саллі кидає подругу заради хлопця на карнавалі, залишаючи Есперансу напризволяще групі чоловіків. Вона розповідає про інші випадки нападів, з якими зіткнулася, наприклад, коли старший чоловік силоміць поцілував її на її першій роботі. Травматичний досвід Есперанси та спостереження за жінками у її районі, багатьох з яких контролюють чоловіки в їхньому житті, тільки зміцнюють її бажання покинути Манго-стріт. Лише коли вона зустрічає тіток Рейчел та Люсі, які ворожать їй, вона розуміє, що її досвід на Манго-стріт сформував її особистість і залишиться з нею, навіть якщо вона піде. Наприкінці роману Есперанса присягає, що після свого відходу вона повернеться, щоб допомогти людям, яких вона покинула.

### Цензура та спроби заборони

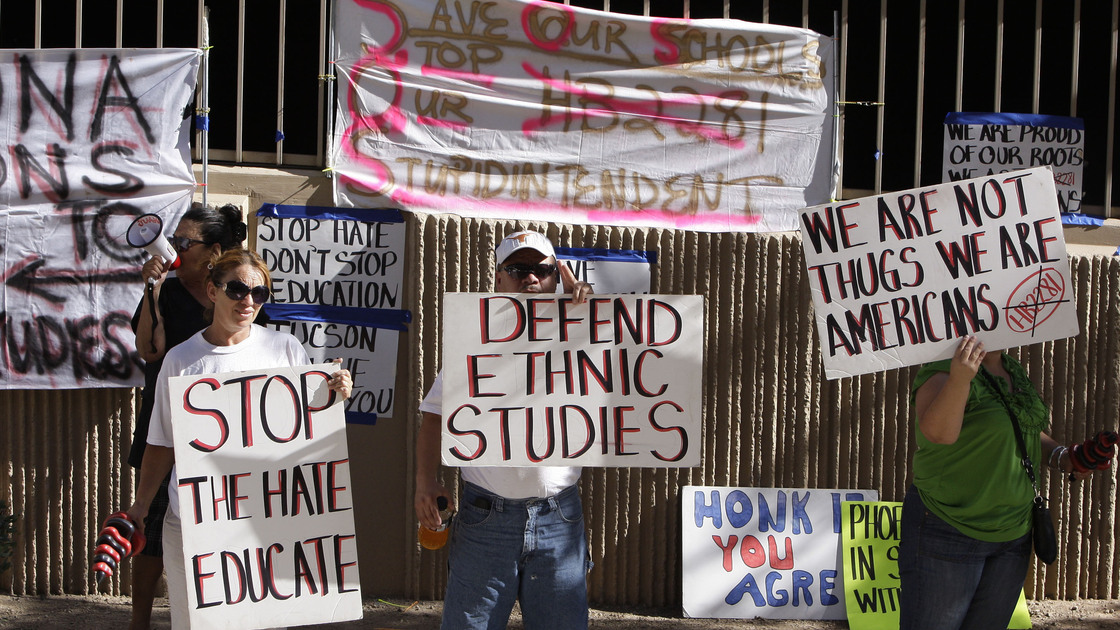
Протестувальники у червні 2011 року на підтримку програми мексикансько-американських досліджень Об'єднаного шкільного округу Тусона. Новий закон штату фактично припинив дію програми, назвавши її суперечливою.

## Структура
Роман складається з 44 взаємопов'язаних віньєток різної довжини, від одного-двох абзаців до кількох сторінок. Головна героїня, Есперанса, розповідає ці віньєтки від першої особи теперішнього часу.
У післямові до 25-річчя видання «Будинку на Манго-стріт» Сіснерос прокоментувала стиль, який вона розробила для його написання: «Вона експериментує, створюючи текст, такий же лаконічний і гнучкий, як поезія, розбиваючи речення на фрагменти, щоб читач робив паузи, змушуючи кожне речення служити їй, а не навпаки, відмовляючись від лапок, щоб оптимізувати типографіку та зробити сторінку якомога простішою та читабельнішою». Сіснерос хотіла, щоб текст легко читався людьми, подібними до тих, кого вона пам'ятала з юності, особливо тими, хто цілими днями працювали, маючи мало часу для читання. За її словами: «Я прагнула створити щось, що було б доступним для людини, яка повертається додому з натрудженими ногами, як мій батько».
2009 року Сіснерос написала новий вступ до роману. Тут вона додає кілька зауважень щодо процесу написання книжки. Спочатку вона придумала назву «Будинок на Манго-стріт»; під нею вона помістила кілька оповідань, віршів та віньєток, які вже написала або які були в процесі написання. Вона додає, що не вважає книжку романом, а «банкою з ґудзиками», групою несумісних історій. Ці оповідання написані в різні періоди; перші три написані в Айові як побічний проєкт, поки Сіснерос навчалася на магістра мистецтв. Під час створення цієї книжки Сіснерос хотіла, щоб це була «книжка, яку можна відкрити на будь-якій сторінці, і яка все одно матиме сенс для читача, який не знає, що було до цього чи після цього». Вона каже, що люди, про яких вона писала, були реальними, поєднанням людей, яких вона зустрічала протягом багатьох років. Вона скомпонувала події минулого й сучасності так, щоб історія мала структуру — початок, середину й кінець, — і щоб усі почуття, які в ній відчуваються, були її особистими.

## Дійові особи
Есперанса Кордеро — роман «Будинок на Манго-стріт» написаний очима Есперанси Кордеро, підлітки, яка живе в робітничому латиноамериканському районі Чикаго. Есперансу заінтригувала ідея бути мексиканською американкою в Чикаго, що відображає саму авторку за 15 років до публікації цієї книжки. Ми стежимо за цією молодою жінкою, яка досягає статевої зрілості, та за її нескінченною боротьбою за створення нових можливостей для себе. Читач також зустрічає Есперансу, яка живе між двома культурами: мексиканською, з якою вона стикається через своїх батьків, та американською, в якій вона сама живе. Упродовж усієї книжки ми бачимо, як Есперанса відкидає свою громаду чикана як засіб формування та утвердження власної ідентичності.
Як випливає з її імені, Есперанса — це «фігура надії, „запекла жінка“ у складному прагненні до особистої та громадської трансформації». Есперанса використовує свій будинок у Чикаго, щоб поставити під сумнів суспільство та культурні звичаї, які обтяжують її через її ідентичність як молодої жінки-чикана. Вона спостерігає за жінками своєї громади, щоб знайти власний взірець для наслідування, розглядає їхні негативні та позитивні аспекти та використовує те, що дізналася зі своїх спостережень, для формування власної ідентичності.
Магдалена «Ненні» Кордеро — наймолодша сестра Есперанси, головна героїня згадує, що вони обидві дуже відрізняються одна від одної. Її описано як дівчину, що має гладеньке волосся.
Рейчел та Люсі Ґерреро — сестри приблизно одного віку з Есперансою та Ненні, з Техасу, але зараз живуть на Манго-стріт. Вони разом купують старий велосипед і ділять його між собою. Їх описано як дівчат, що мають «товсті, як морозиво, губи», як і решта їхньої родини. Усі вони переживають спільний момент у книжці, приміряючи туфлі на підборах. Аж поки один чоловік не намагається вмовити Рейчел поцілувати його — саме тоді вони зрікаються «краси».
Саллі — одна з найближчих подруг Есперанси, яку згадано в кількох віньєтках роману. Цій персонажці присвячена одна ціла віньєтка. Авторка описує її як «дівчину з очима, як Єгипет, і нейлоновими панчохами кольору диму». Це перша фраза в розділі, і, здається, вона втілює ті мрії, які Саллі плекала для себе. Головну героїню приваблює спосіб бути Саллі, вона вважає її справжньою подругою і любить проводити з нею час.
Саллі, здається, уособлює замкнене коло домашнього насильства та репресій, які переживають жінки на Манго-стріт. Вона відчайдушно прагне знайти чоловіка, аби одружитися з ним, щоб уникнути побоїв та знущань батька вдома. Це «порочне коло» видно, коли Есперанса йде і каже матері Саллі, що її дочка в саду з трьома хлопцями, а мати повністю ігнорує це, не здаючись здивованою чи стурбованою. Її мати доглядає за порізами та синцями Саллі, дозволяючи насильству продовжуватися, і мати, і дочка виправдовуються перед батьком. Той факт, що Саллі у такому молодому віці вступає в шлюб з чоловіком, який зрештою ставиться до неї як і її батько, показує, наскільки цей цикл глибоко вкорінений у способі життя багатьох жінок і передається між поколіннями. Авторка шкодує цю героїню, не звинувачуючи її в тому, що з нею сталося, Саллі була дуже юною та незрілою, щоб до кінця зрозуміти навколишнє середовище і знайти вихід з насильства.
Марін — двоюрідна сестра родини Луї, сусідів родини Есперанси, вона приїхала погостювати з Пуерто-Рико. Вона старша за Есперансу, носить темні нейлонові панчохи та багато макіяжу. У неї є хлопець у Пуерто-Рико, і вона хизується своїми сувенірами від нього молодшим дівчатам, кажучи, що він пообіцяв, що вони незабаром одружаться. Есперанса схиляється до неї як до взірця мудрості, знання багатьох речей. Марін дала багато порад молодшим дівчатам. Вона носила коротші спідниці та мала гарні очі, отримувала багато уваги, проте головна героїня завжди пам'ятатиме її як людину, яка завжди чекала на щось, що так і не сталося. Ця персонажка уособлює багатьох молодих жінок у цьому районі.
Мати Есперанси — в одному з перших описів йдеться, що її волосся схоже на маленькі розетки, на маленькі цукеркові кружечки, кучеряве від шпильок, які вона використовує. Запах матері вселяв у неї відчуття безпеки, мати — її опора, вона бажала Есперансі найкращого. Віньєтка «Розумне печиво» присвячена її матері. Її мати розмовляє двома мовами, співає оперу, читає, пише, вона вміє працювати вдома, могла б бути ким завгодно, проте шкодує, що нікуди не пішла і кинула школу. Її мати висловила обурення тим, що вона кинула школу через брак гарного одягу. Кілька разів упродовж книжки вона заохочує Есперансу продовжувати навчання. Мати Есперанси змальована як покірна жінка з невибагливим характером.
Алісія — молода жінка, яка живе по сусідству з Есперансою. Вона навчається в університеті, і її батько, як вважається, домагається її та залишає виконувати всі хатні справи саму. Алісія також стикається з багатьма труднощами, оскільки жінки, які навчалися в коледжі в той час, особливо латиноамериканські дівчата з низьким рівнем доходу, були великою рідкістю, і громада засуджувала її за це. Однак Алісію вважають взірцем для Есперанси. Навчання Алісії в університеті дозволяє їй втекти від їхньої громади та побачити зовнішній світ. Повернувшись до району зі школи, Алісія, здається, виробила неповагу до культурної спільноти Манго-стріт, і Есперанса помічає, що вона «зарозуміла». Упродовж усього роману Есперанса прагне повчитися в Алісії. Зрештою Алісія прагне стати справжньою американкою, а щоб громада залишилася лише частиною її минулого..
Алісія є натхненням для Есперанси та слухає її смуток, коли їй більше ні з ким поговорити. Есперанса багато чого вчиться в Алісії та її способу життя, розуміючи, що Алісія не «хоче провести все своє життя на фабриці чи за качалкою», а натомість продовжить навчання в університеті та наполегливо навчається. Алісія відіграє велику роль у розумінні особистості Есперанси та її зв'язку з Манго-стріт. Вона підтверджує близькість між ними, заявивши: «Подобається тобі це чи ні, ти [Есперанса] — Манго-стріт».
Тітка Лупе — здебільшого присутня у віньєтці «Народжена поганою», де Есперанса картає себе за те, що наслідує свою тітку, що помирає. Вважається, що тітка Лупе «уособлює пасивність, за яку жінок так шанують у мексиканській культурі, ту пасивність, яка змушує жінок приймати все, що вибирає для них їхнє патріархальне суспільство». Тітка Лупе була одружена, мала дітей і була слухняною домогосподаркою. Однак вона перенесла тяжку хворобу, яка прикувала її до ліжка. Есперанса описує, як її тітка осліпла, а її «кістки стали млявими, як черви». Вважається, що вона є представницею Діви Марії Гваделупської, оскільки її прізвище — Гваделупська. Тітка Лупе також заохочує Есперансу займатися письменництвом, кажучи їй, що «письменництво збереже її свободу». Зрештою тітка Лупе помирає від хвороби.

## Теми

### Гендерна нерівність і фемінізм
Критики зазначили, що бажання Есперанси вирватися зі свого району не обмежується лише бажанням уникнути бідності, а й бажанням уникнути суворих гендерних ролей, гнітючих у її культурі. Відкриття Есперансою власних феміністичних цінностей, які суперечать домашнім ролям, призначеним для жінок-чикана, є вирішальною частиною розвитку її персонажки упродовж усього роману. Відповідно до цієї ідеї, Сіснерос присвячує роман «a las mujeres», або «жінкам».
Есперанса бореться проти традиційних гендерних ролей у власній культурі та обмежень, які її культура накладає на жінок. Науковиця Джин Ваятт пише, цитуючи Глорію Анзалдуа, що "мексиканські соціальні міфи про гендер кристалізуються з особливою силою у трьох іконах: «Діви Марії Гваделупської, люблячої матері, яка не покинула нас, Ла Чінґади (Малінче), зґвалтованої матері, яку ми покинули, та Ла Йорони, матері, яка шукає своїх втрачених дітей». Згідно зі свідченнями феміністських письменниць-чикана, ці «три Наші Матері переслідують сексуальну та материнську ідентичність сучасних мексиканських та чикана жінок».
Кожна персонажка роману потрапляє в пастку жорстокого партнера, раннього материнства або бідності. Есперанса знаходить вихід з патріархального гніту. Урок, який хоче донести Сіснерос, полягає в тому, що для жінок, які потрапили в ту чи іншу пастку, завжди є вихід. Критикиня Марія Елена де Вальдес стверджує, що гендер відіграє значну роль в утиску жінок; він змушує їх применшувати себе до служіння іншим, особливо в домашньому житті. Через свою творчість, каже де Вальдес, Есперанса створює себе як суб'єкта власної історії та дистанціюється від цих гендерних очікувань.
У статті, присвяченій ролі високих підборів у тексті, Ліліяна Буркар стверджує, що Сіснерос пропонує «критичну дисекцію» ролі, яку такі атрибути жіночності відіграють у формуванні самосприйняття молодих жінок. Стверджується, що високі підбори не лише обмежують роль жінки в суспільстві. Есперанса та її подруги отримують високі підбори як частину неофіційного ритуалу посвяти у свою спільноту та суспільство. Ми бачимо це у віньєтці під назвою «Сім'я маленьких ніжок», яка розповідає про матір, яка знайомить своїх дочок з високими підборами, викликаючи в дівчаток початкове захоплення, ніби вони Попелюшка. Втім, це також описується як жахливий досвід для однієї з дівчат, адже вона відчуває, ніби більше не є собою, ніби її нога більше не належить їй — взуття майже відокремлює жінку від її власного тіла. І все ж, як зауважує Бурцар, «зіштовхнувшись з уроком про те, що означає бути дорослою жінкою в сучасному патріархальному американському суспільстві, дівчата вирішують позбутися своїх туфель на підборах».
Буркар описує життя Есперанси Кордеро як … «протиотруту» від доленосного життя, яке прожили інші персонажки. Жінки, які мають мрії, але через обставини та замкнене коло приручення патріархального суспільства вони обмежені тією ж долею, що й жінки, які були до них. Доля, зосереджена на тому, щоб бути дружиною, матір'ю, яка займається сімейними справами на повний робочий день. Есперанса як персонажка формується поза цими гендерними нормами, вона представлена як єдина, хто бунтує. Вибір періоду перед пубертатом важливий, оскільки саме в цей період молодих жінок навчають бути соціально прийнятними, їх знайомлять з високими підборами, фемінними формами поведінки тощо, і таким чином у дуже ранньому віці їх формують у щось, що відповідає правилам громади, де вони стають повністю залежними від чоловіка. Це стосується матері Есперанси, яка надзвичайно добре знає демографічні дані жінок на Манго-стріт, але не знає, як користуватися метро. Тут Буркар зазначає, що «традиційний жіночий bildungsroman відіграв безпосередню роль у схваленні та підтримці культу домашнього затишку для жінок та образу жінки як ангела в домі». Авторка далі стверджує, що капіталізм відіграє безпосередню роль у збереженні ролей жінок у суспільстві, оскільки він заснований на одомашненні жінок, де чоловіки можуть працювати та виконувати роль «годувальника»…
Існує економічна залежність від жінок, які залишаються вдома, і з цими основами Есперанса починає свою «власну тиху війну… [де вона] встає з-за столу, як чоловік, не відсуваючи стілець і не беручи тарілку» на відміну від ролі служниці, жінки, яка відсуває стілець і бере тарілку. Буркар стверджує, що роман закінчується на ноті, де звинувачує патріархальну систему в ув'язненні мексикансько-американських жінок у домі. Для Есперанси приєднання до мейнстримної Америки (наявність «власного будинку») дасть їй свободу як жінці. Однак Буркар стверджує, що це звільнення відбувається коштом жертв інших жінок, жінок, які були до неї, зокрема її матері[джерело?].

### Домашнє та сексуальне насильство
Епізоди домашнього та сексуального насильства є поширеними у демонстрації жіночих проблем у громаді чикано в романі «Будинок на Манго-стріт». МакКракен пише, що «ми бачимо жінку, чоловік якої замикає її в будинку, дочку, жорстоко побиту батьком, та власну сексуальну ініціацію Есперанси через зґвалтування». Як зазначає МакКракен, багато чоловіків, зображених в історіях, «контролюють або привласнюють жіночу сексуальність, приймаючи ту чи іншу форму насильства, ніби це їхнє вроджене право». Численні історії подруги Есперанси, Саллі, є прикладом цього патріархального насильства, як згадує МакКракен. Саллі змушена ховатися у своєму будинку, а батько б'є її. Пізніше вона рятується від насильства з боку батька завдяки шлюбу, де вона стає залежною та контрольованою іншим чоловіком. Як аналізує МакКракен, «спроби батька контролювати її сексуальність змушують Саллі обміняти одну репресивну патріархальну в'язницю на іншу». Роман «Будинок на Манго-стріт» пропонує уявлення про насильницьке сексуальне ініціювання Есперанси, а також зображує утиск та домашнє насильство, з якими стикаються інші жінки-чикана. Разом із досвідом сексуального насильства, яке пережила Есперанса, «інші випадки чоловічого насильства у збірці — ув'язнення Рафаели, побиття Саллі та подробиці життя Мінерви, ще однієї молодої одруженої жінки, чоловік якої б'є її та кидає камінь у вікно, — ці епізоди утворюють континуум, у якому пов'язані секс, патріархальна влада та насильство».

### Підлітковий вік
Тема підліткового віку домінує упродовж усієї книжки. Точна хронологія подій ніколи не уточнюється, проте, виглядає, вона описує кілька ключових років життя Есперанси Кордеро в її районі чикано. Ми бачимо її перетворення з наївної дитини на молоду жінку, яка набуває яскравого розуміння «статевої нерівності, насильства та соціально-економічної диспропорції». Есперанса часто розривається між своєю дитячою ідентичністю та становленням як жінки та сексуальності, особливо коли стає свідкою того, як її подруга Саллі заходить до Мавпячого саду, щоб поцілувати хлопчиків. У цей момент вона подивилася на свої «ноги в білих шкарпетках і потворних круглих черевиках. Вони здавалися далекими. Вони вже не здавалися моїми ногами. І сад, який колись був таким гарним місцем для ігор, теж не здавався моїм».
З віком молоді жінки в романі починають досліджувати свої межі. Коли Есперансі, Ненні, Люсі та Рейчел дають туфлі на високих підборах, вони експериментують з ходьбою як дорослі жінки. Вони часто спостерігають за літніми жінками зі сумішшю подиву та страху за майбутнє. Увага з боку чоловіків небажана для Есперанси, тоді як її подруги відчувають певний внутрішній конфлікт, адже така увага для них є показником власної цінності. Есперанса ж відрізняється від своїх подруг: вона прагне вирватися на волю й жити за власними правилами.

### Ідентичність
Марія Елена де Вальдес стверджує, що Есперансині «пошуки самооцінки та своєї справжньої ідентичності — це тонка, але потужна наративна нитка, яка об'єднує текст». Естетична боротьба, яка відбувається в цьому творі, відбувається на Манго-стріт. Це місце, цей світ, стає залученим у внутрішні переживання, які відчуває персонажка. Головна героїня використовує цей світ як дзеркало, щоб глибоко зазирнути в себе, оскільки, за словами де Вальдес, вона «втілює первісні потреби всіх людей: свободу та приналежність». Тут видно, як героїня намагається об'єднатися з уявленнями про навколишній світ, Манго-стріт.
Стосунки головної героїні з самим будинком є стовпом у цьому процесі самопізнання, будинок сам по собі також є живою істотою, як зазначає де Вальдес. Її район породжує боротьбу між страхом і ворожістю, між дуалістичними силами, між уявленням про «я» і «вони». Ці сили справляють на героїню сильне враження й скеровують її особистісне зростання.
Сам будинок відіграє дуже важливу роль, особливо в тому, як оповідачка реагує на нього. Вона повністю усвідомлює, що їй там не місце, все в ньому описується в негативних термінах, розмежовуючи те, чим воно не є, на противагу тому, чим воно є. Саме усвідомивши, де їй не місце, вона розуміє, де вона може знайти своє місце. Це схоже на поняття світла і темряви. Ми знаємо, що темрява — це відсутність світла, у цьому випадку її особистість існує поза цим будинком на Манго-стріт.

### Належність
Есперанса Кордеро — бідна дитина, яка прагне знайти відчуття приналежності поза межами свого району, оскільки відчуває: «Це не мій дім, — кажу я, — і хитаю головою, ніби струшування може зруйнувати рік, який я тут прожила. Я не належу сюди. Я не хочу, щоб моє коріння було звідси». Есперанса намагається знайти таке відчуття приналежності у зовнішньому світі, сприймаючи його як безпечне місце, яке прийме її. Вона висловлює це бажання належати до громади через дрібниці, як-то перевага англійській мові над іспанською, яка зазвичай використовується в її громаді, або активне бажання придбати будинок за межами Манго-стріт. Іншими словами, відчуття приналежності Есперанси абсолютно залежить від того, чи відокремиться вона від своєї рідної іспанської мови, спільноти та, зрештою, від Манго-стріт.
Марін — ще одна персонажка, якій, як вважається, бракує приналежності. Марін «чекає, поки зупиниться машина, впаде зірка, хтось змінить її життя», і хоча вона має покинути Манго-стріт, ця можливість малоймовірна, оскільки їй бракує грошей та незалежності, щоб виїхати. Есперанса бачить Марін як особистість, здатну лише тужити, але не здатну по-справжньому належати до когось, оскільки її мрії та бажання романтизовані та нереалістичні.

### Мова
Есперанса зрідка використовує іспанські слова, і, як зазначає Реґіна Бец, «іспанська мова часто зустрічається на сторінках, де Есперанса цитує інших персонажів», але «англійська є основною мовою в романі Сіснерос». Це ознака, продовжує Бец, того, що її ідентичність «розривається» між «англійською мовою […] та іспанським корінням». Бец стверджує, що «І авторка, і героїня називають себе англійками, щоб утвердитися як письменниці й незалежні жінки».
Крім того, вважається, що мовні бар'єри, присутні в романі «Будинок на Манго-стріт», є символом межі між собою та свободою та можливостями, які присутні в решті Америки. Крім того, у цій книжці двомовності надається певна цінність, тоді як іспаномовних висміюють та жаліють.